# El Chaco (kanton)
El Chaco – kanton w Ekwadorze, w prowincji Napo. Stolicą kantonu jest El Chaco.